# Boxeo en los Juegos Asiáticos
El Boxeo en los Juegos Asiáticos se disputa desde la edición de 1954 en Manila, Filipinas, y se ha realizado constantemente desde entonces, aunque en la rama femenil se juega desde la edición de 2010 en Guangzhou, China.
Corea del Sur es el país que ha ganado más medallas en la competición, así como el que más veces ha ganado el medallero en la mayoría de ediciones, aunque no gana el medallero en boxeo desde la edición de 1990 en Pekín, China.

## Ediciones
| Edición | Año  | Ciudad Sede | País Sede     | Campeón       |
| ------- | ---- | ----------- | ------------- | ------------- |
| II      | 1954 | Manila      | Filipinas     | PHI}}         |
| III     | 1958 | Tokio       | Japón         | Japón         |
| IV      | 1962 | Yakarta     | Indonesia     | Corea del Sur |
| V       | 1966 | Bangkok     | Tailandia     | Corea del Sur |
| VI      | 1970 | Bangkok     | Tailandia     | Corea del Sur |
| VII     | 1974 | Teherán     | Irán          | Corea del Sur |
| VIII    | 1978 | Bangkok     | Tailandia     | Corea del Sur |
| IX      | 1982 | New Delhi   | India         | Corea del Sur |
| X       | 1986 | Seúl        | Corea del Sur | Corea del Sur |
| XI      | 1990 | Pekín       | China         | Corea del Sur |
| XII     | 1994 | Hiroshima   | Japón         | Filipinas     |
| XIII    | 1998 | Bangkok     | Tailandia     | Tailandia     |
| XIV     | 2002 | Busan       | Corea del Sur | Uzbekistán    |
| XV      | 2006 | Doha        | Catar         | Uzbekistán    |
| XVI     | 2010 | Guangzhou   | China         | China         |
| XVII    | 2014 | Incheon     | Corea del Sur | Kazajistán    |

## Eventos en curso
- -48 kg
- -51 kg
- -54 kg
- -57 kg
- -60 kg
- -64 kg
- -69 kg
- -75 kg
- -81 kg
- -91 kg
- +91 kg

## Medallero
| Pos.  | País               | Oro | Plata | Bronce | Total |
| ----- | ------------------ | --- | ----- | ------ | ----- |
| 1     | Corea del Sur      | 58  | 25    | 30     | 113   |
| 2     | Tailandia          | 20  | 22    | 26     | 68    |
| 3     | Kazajistán         | 16  | 11    | 12     | 39    |
| 4     | Filipinas          | 15  | 9     | 29     | 53    |
| 5     | Uzbekistán         | 14  | 10    | 13     | 37    |
| 6     | Japón              | 13  | 13    | 37     | 63    |
| 7     | China              | 9   | 12    | 11     | 32    |
| 8     | India              | 8   | 16    | 31     | 55    |
| 9     | Corea del Norte    | 7   | 5     | 8      | 20    |
| 10    | Pakistán           | 6   | 19    | 36     | 61    |
| 11    | Irán               | 5   | 11    | 26     | 42    |
| 12    | Indonesia          | 3   | 8     | 13     | 24    |
| 13    | Siria              | 2   | 1     | 7      | 10    |
| 14    | Mongolia           | 1   | 5     | 15     | 21    |
| 15    | Birmania           | 1   | 4     | 7      | 12    |
| 16    | República de China | 1   | 1     | 1      | 3     |
| 17    | Tayikistán         | 1   | 0     | 3      | 4     |
| 18    | Camboya            | 0   | 2     | 1      | 3     |
| 19    | Sri Lanka          | 0   | 1     | 4      | 5     |
| 20    | Irak               | 0   | 1     | 3      | 4     |
| 20    | Jordania           | 0   | 1     | 3      | 4     |
| 22    | Arabia Saudita     | 0   | 1     | 1      | 2     |
| 22    | Singapur           | 0   | 1     | 1      | 2     |
| 24    | Nepal              | 0   | 0     | 6      | 6     |
| 25    | Malasia            | 0   | 0     | 4      | 4     |
| 26    | Kuwait             | 0   | 0     | 3      | 3     |
| 26    | Kirguistán         | 0   | 0     | 3      | 3     |
| 26    | Turkmenistán       | 0   | 0     | 3      | 3     |
| 29    | Vietnam            | 0   | 0     | 2      | 2     |
| 30    | Bangladés          | 0   | 0     | 1      | 1     |
| 30    | Laos               | 0   | 0     | 1      | 1     |
| 30    | Palestina          | 0   | 0     | 1      | 1     |
| 30    | Catar              | 0   | 0     | 1      | 1     |
| Total | Total              | 180 | 179   | 343    | 702   |